# Guillermo Hernández Gracián
Guillermo Hernández Gracián  es un preparador físico mexicano que actualmente forma parte de la estructura de fútbol del Club Santos Laguna. Como responsable de la preparación física de las fuerzas básicas, además de ser Instructor de preparación física FIFA.
Nace en 1959, fue jugador de Tapatío, Chivas, Atlas  y Atlético Potosino.
Desde 1985 se ha dedicado al ámbito de la preparación física, reuniendo más de 700 partidos en primera división, así como participación en Copa Libertadores, Copa Merconorte, torneos de CONCACAF, y torneos Interliga.

## Trayectoria como futbolista
De 1975a 1980 jugó con la Selección Nacional Mexicana Amateur, participando en los Juegos Centroamericanos de Medellín, Colombia y en el Torneo Juvenil de Fútbol de Cannes, en Francia.
Sus inicios en el fútbol profesional fueron con el Club Deportivo Tapatío en la Segunda División. Tiempo después recibiría la oportunidad de jugar con el primer equipo del Club Deportivo Guadalajara, de ahí pasó al Atlas Fútbol Club y terminaría su carrera con el Atlético Potosino.

## Preparación física
El Platanito, como le apodan, ha sido preparador físico de equipos como Guadalajara con José Manuel de la Torre  y José Luis Real, América con Miguel Ángel "Zurdo" López,  León AC con Miguel Ángel "Zurdo" López, Tecos UAG  con Jesús Bracamontes y Luis Fernando Tena, Víctor Manuel Vucetich, Santos Laguna  con Fernando Quirarte  y Eduardo De la Torre, y en Atlas.

### Equipos
- Chivas en diferentes periodos 1989 a 1992, 1997 a 1999, 2006 a 2009 y 2013 a 2014[4][5]
- Atlas  de 2004 a 2005.
- Santos Laguna  de 1999 a 2004  y 2005 a 2006.
- León de 1996 y 1999.
- Tecos UAG de 1995 a 1996.
- América de 1993 a 1994.
- Tapatío  de 1984 a 1988.

### Selecciones de México
Participó como preparador físico de 1996 a 1997.
- Selección Mexicana Sub-17 en la Copa Mundial de Fútbol Sub-17 de Malasia.
- Selección Mexicana Sub-20 en la Copa Mundial de Fútbol Sub-20 de Nueva Zelanda.

### Coordinador de preparación física

#### Selecciones Menores de México
Participó como coordinador de preparación física en las Selecciones Menores de México de las categorías Sub-13 a Sub-23 de 2009 a 2013, obteniendo los siguientes resultados:
- 2011:
  - Mundial de México Sub-17: 1.er lugar.
  - Mundial de Colombia Sub-20: 3.er lugar.
  - Juegos Panamericanos de Guadalajara: Medalla de oro.
- 2012: 
  - Torneo de Toulón, Francia: 1.er lugar.
  - Juegos Olímpicos de Londres: Medalla de oro.

### Instructor de Preparación Física FIFA
En 2014 fue reconocido por la FIFA como Instructor de Preparación Física   y ha sido invitado a impartir seminarios y conferencias en diferentes ciudades de América Latina

## Torneos internacionales
| Año  | Reconocimiento                                                      |
| ---- | ------------------------------------------------------------------- |
| 2000 | Nominado al Citlalli por mejor preparador físico en el Verano 2000. |
| 2002 | Citlali por mejor preparador físico.                                |
| 2006 | Balón de Oro por mejor preparador físico.                           |